# Ґіль-Дуляб
Ґіль-Дуляб (перс. گیل دولاب) — дегестан в Ірані, в Центральному бахші, в шагрестані Резваншагр остану Ґілян. За даними перепису 2006 року, його населення становило 8451 особу, які проживали у складі 2221 сімей.

## Населені пункти
До складу дегестану входять такі населені пункти:
- Але-Бахш-Махале
- Бала-Махале-Сіях-Беляш
- Болаґ-Махале
- Ґіль-Чалан
- Дар-Сара
- Діладж-Махале
- Каліман
- Лакта-Сара
- Міянруд
- Руд-Сар
- Рушанде
- Сасансара
- Сіях-Біл
- Тазеабад
- Таром-Сара
- Халіль-Махале
- Хейме-Сар
- Чанґаріян
- Шадкух
- Шафаруд